# Neşe Şensoy
Neşe Şensoy Yıldız (10 de junio de 1974) es una deportista turca que compitió en judo. Ganó una medalla en el Campeonato Mundial de Judo de 2003, y dos medallas en el Campeonato Europeo de Judo en los años 2005 y 2006.

## Palmarés internacional
| Campeonato Mundial | Campeonato Mundial      | Campeonato Mundial | Campeonato Mundial |
| Año                | Lugar                   | Medalla            | Categoría          |
| ------------------ | ----------------------- | ------------------ | ------------------ |
| 2003               | Osaka (Japón)           | Medalla de bronce  | –48 kg             |
| Campeonato Europeo |                         |                    |                    |
| Año                | Lugar                   | Medalla            | Categoría          |
| 2005               | Róterdam (Países Bajos) | Medalla de bronce  | –48 kg             |
| 2006               | Tampere (Finlandia)     | Medalla de plata   | –48 kg             |